# Toyoko Iwahara
Toyoko Iwahara (jap. 岩原豊子 Iwahara Toyoko; ur. 11 maja 1945 w Tokio) – japońska siatkarka. Srebrna medalistka igrzysk olimpijskich w Meksyku i Monachium. Zdobywczyni złotego medalu na mistrzostwach świata w piłce siatkowej kobiet w 1967 oraz srebrnego w 1970.